# Eupilaria phoenosoma
Eupilaria phoenosoma är en tvåvingeart som först beskrevs av Alexander 1931.  Eupilaria phoenosoma ingår i släktet Eupilaria och familjen småharkrankar. Inga underarter finns listade i Catalogue of Life.